# Juraj Gospodnetić
Don (Đorđo) Juraj Gospodnetić (Postira, 9. siječnja 1910.  –  Bosansko Grahovo, 27. srpnja 1941.), bio je rimokatolički svećenik.

## Životopis
Juraj Gospodnetić rodio se 9. siječnja 1910. godine u Postirama na Braču. Nakon osnovne škole u rodnom mjestu, gimnaziju je završio u Šibeniku a teološki studij započeo je u Splitu i završio u Zagrebu. Za đakona je bio zaređen 10. travnja 1938. godine a za svećenika u Zagrebu 26. lipnja 1938. godine.
U rodnom mjestu služio je mladu misu na blagdan Gospe Karmelske 16. srpnja 1938. godine. 1939. je godine imenovan za župnika Bosanskoga Grahova. 
Inkardiniran je u Banjalučkoj biskupiji i kao župnik Bosanskog Grahova zvjerski od četnika mučen. Uhvatili su ga, vodili su ga po Grahovu kao medvjeda, jezivo su ga izmasakrirali, na kraju ubili te nabili na ražanj i ispekli 27. srpnja 1941. godine. Grob mu se ne zna.
Jugokomunistički režim zataškao je činjenicu o ovome. Ovaj divljački pohod prikazivan je 50 godina kao "Dan ustanka", a nitko nije smio ni spomenuti nevine hodočasnike sv. Ani ni župnike Drvara i Grahova koji su barbarski ubijeni.
21. prosinca 2014. godine Sveta Stolica pokrenula je proces beatifikacije četvorice svećenika Banjolučke biskupije koji su ubijeni početkom i tijekom Drugoga svjetskog rata, župnika u Gumjeri kod Prnjavora Antuna Dujlovića, župnika u Drvaru Waldemara Maksimilijana Nestora, župnika u Krnjeuši kod Bosanskog Petrovca Krešimira Barišića i župnika u Bosanskom Grahovu Jurja Gospodnetića.

## Spomen
- 1999. godine na rodnoj kući u Postirama postavljena mu je spomen-ploča.
- I vjernici župe Odžak-Ćaić kod Livna velečasnom Jurju Gospodnetiću postavili su spomen-obilježje na kojom stoji:

Jure, svećeniče hrvatskog roda,
za križ sveti krv ti lila kao voda.
Ko što sunce grije dobrog i zloga,
životom i smrću slavio si Boga.
- 2012. godine njemu u čast pokrenuto je u Pjesničko sijelo u Koritima, koje okuplja hrvatske pjesnike transcendentalnoga nadahnuća.[6]

## Unutarnje poveznice
- Pokolj u Bosanskom Grahovu 27. srpnja 1941.
- Pokolj kod Drvara 27. srpnja 1941.
- Stradanje crkvenih osoba u ratu u Bosni i Hercegovini
- Waldemar Maksimilijan Nestor

## Vanjske poveznice
- Don Ivica Matulić  Arhivirana inačica izvorne stranice od 10. srpnja 2020. (Wayback Machine)